# Renzo Candussio
Renzo Candussio (Palmanova, 18 giugno 1977) è un arbitro di calcio italiano.

## Carriera
È arbitro effettivo dal 1995. Appartiene alla sezione AIA di Cervignano del Friuli.
Dopo il classico iter nelle serie minori, viene promosso in CAN D nella stagione 2001-2002, successivamente nel 2004  approda alla CAN C. Qui, dopo quattro ottime stagioni (dove colleziona 50 presenze in serie C-1 a cui vanno aggiunte due finali playoff di serie C-2 nel 2008, ovvero Celano-Real Marcianise e Bassano Virtus-Portogruaro) ottiene la meritata promozione in CAN A-B, nel luglio del 2008, per decisione del designatore di allora, Giancarlo Dal Forno.
Ha fatto il suo esordio in B il 30 agosto 2008 in Piacenza-Cittadella 1-0 e successivamente in Serie A in Siena-Atalanta 1-0, il 25 gennaio 2009. Il 13 gennaio 2010 dirige a San Siro gli ottavi di Coppa Italia Milan-Novara 2-1.
Il 3 luglio 2010, con la scissione della CAN A-B in CAN A e CAN B, l'arbitro friulano viene inserito nell'organico della CAN B.
Nel giugno 2012 è designato dalla CAN B per dirigere la partita di andata del playout per non retrocedere, tra Vicenza ed Empoli.
Nel maggio 2013 è designato per la semifinale di andata dei play-off per l'accesso in serie A, tra Novara ed Empoli.
Il 1º luglio 2016 viene dismesso dalla CAN B per motivate valutazioni tecniche.
In tutta la sua carriera ha diretto 7 partite in serie A e 149 in Serie B.